# Architekturpreis der Deutschen Demokratischen Republik

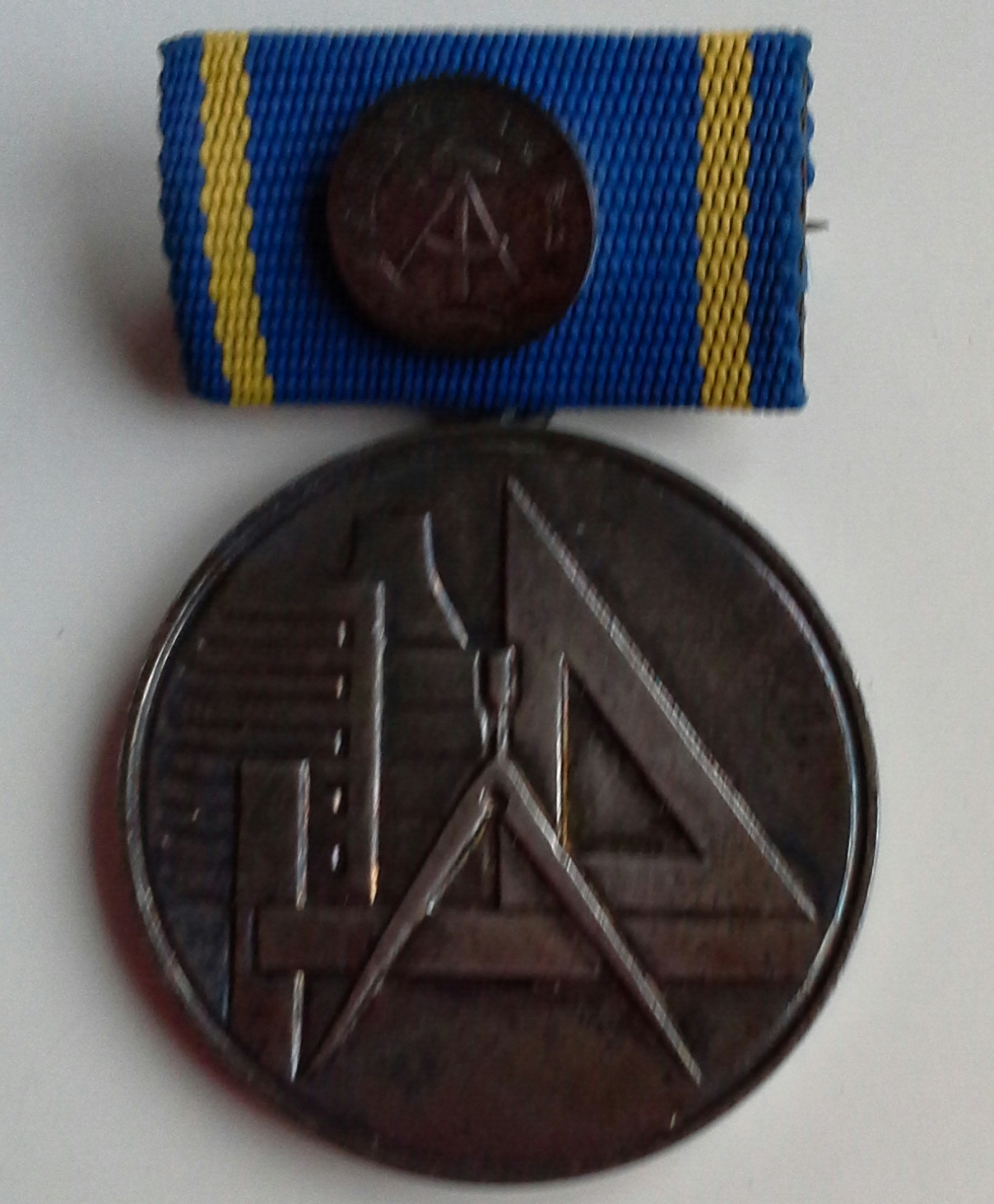
Medaille zum Architekturpreis der DDR

Der Architekturpreis der Deutschen Demokratischen Republik (auch: Architekturpreis des Ministerrates der DDR) war ein Architekturpreis, der im Jahr 1971 vom Ministerrat der DDR als staatliche Auszeichnung gestiftet wurde. Die jährliche Verleihung zum Tag des Bauarbeiters am 22. Juni wurde mit einem Beschluss des Ministerrats 1975 erneuert.

## Vergaberichtlinien
Der Preis konnte jedes Jahr bis zu fünfmal verliehen werden und war mit 5.000 beziehungsweise 25.000 Mark dotiert. Mit dem Preis sollten hauptsächlich Einzelpersonen ausgezeichnet werden, aber auch Kollektive konnten ihn erhalten. Auch ausländische Architekten durften mit dem Preis ausgezeichnet werden.

## Preisträger (Auswahl)

### Vor 1975
- 1972: Heinz Scharlipp für seine Hotelbauten[3]
- 1973: Gerhard Landgraf für das Filmtheater Prager Straße in Dresden[4]

### 1976–1979
- 1976: Ewald Henn, Stellvertretender Bezirksbaudirektor und Bezirksarchitekt beim Rat des Bezirkes Erfurt[5][6][7]; Dorothea Krause, Karl-Heinz Megow, Hans-Jürgen Mücke, Jürgen Schulz und Manfred Zache für das Modernisierungsgebiet Arnimplatz in Ost-Berlin[6]; Hans-Walter Albeshausen, Günter Hartzsch[8], Dietrich Koch, Günther Richter und Manfred Vogler für das Wohngebiet Frankfurt (Oder)-Nord[6]; Horst Heinemann, Werner Kalschky, Volkmar Melzer und Helmut Menzel für die Elbuferpromenade Magdeburg[6]; Horst Greve, Hans-Jürgen Krenkel und Wolfgang Voigt für das VEB Federnwerk Marienberg[6]
- 1977: Iris Grund[9] für die architektonische Gestaltung der Stadt Neubrandenburg[10]; Karl Müller, Chefarchitekt des Kombinatsbetriebes Industrieprojektierung Karl-Marx-Stadt im VEB Bau- und Montagekombinat Süd; Werner Berg, Hans-Joachim Engmann, Heinz Karn, Horst Kiklas, Klaus Modrach und Dietrich Schreiner für das Wohngebiet Auf dem Kiewitt Potsdam[10]; Hans-Georg Büchner, Eberhard Horn und Annette Leonhardt für die Kinderspielanlage des Wohngebietes Leninallee/Ho-Chi-Minh-Straße in Ost-Berlin[10] (heute Landsberger Allee/Weißenseer Weg; Wohngebiet am Fennpfuhl); Martin Beutel, Michael Bräuer, Konrad Brauns, Martin Grebin, Rudolf Lasch[11], Alfred Radner und Wolfgang Weigel für die Gestaltung der neuen Wohngebiete in Rostock[10]; Fritz Dieter, Ernst Haas, Werner Neumann, Adolf Rieger, Jochen Sänger und Ulrich Schindler für den ersten Bauabschnitt des Abfertigungsgebäudes auf dem Flughafen Berlin-Schönefeld[10]; Fritz Günter Martens, Egon Mündecke, Herbert Prehn, Wolfgang Stephan, Hans Sieber, Gerhard Stockmann und Erwin Tesch für eine industriemäßig produzierende Milchviehanlage für 1930 Tiere[10]
- 1978: Roland Korn, Chefarchitekt der Hauptstadt Berlin[12]; Erhard Kister, Helmut Neumann, Klaus Scheider, Klaus Thomann, Helmut Weingart und Gerhard Widder für den dritten Bauabschnitt Riethstraße Erfurt[12]; Jochen Flach, Herbert Gebhardt und Uwe Graul für die Umgestaltung des Stadtzentrums von Zeitz[12]; Arno-Claus Martin für ein Apartmenthaus für Bürger in höherem Lebensalter in Wismar[12]; Klaus-Dieter Eichler, Günther Hänelt, Gerd Mittag, Christel Otto, Heinz Senkpiel, Heinz Schildt, Sigrid Schneider und Martin Trebs für den Lagerkomplex Konsumgüterhandel in Lichtenberg-NO, Ost-Berlin[12]
- 1979: Gerhard Landgraf für das Neubaugebiet Prohlis in Dresden[13]; Hubert Matthes, Bereichsleiter, Bezirksbauamt Berlin, für Spielplatzgestaltungen[13][14]; Johannes Gitschel, Wolfgang Ortmann, Günter Queck, Dieter Schulze, Peter Schweizer, Werner Straßenmeier und Günther Wernitz für das Gebiet Leipziger Straße in Ost-Berlin[13]; Rolf Andreas, Manfred Fuchs, Ludwig Herrmann, Bernhard Kadzioch, Heinz Lösler und Hans-Joachim Muscher für das Wohngebiet Großer Dreesch in Schwerin[13]; Peter Braun, Wilhelm Duy, Ursula Kanicke, Gerd-Michael Lange, Klaus-Dieter Müller und Hubert Wegner für die Schuhfabrik Schwedt/Oder[13]

### 1980–1989
- 1980: ein Kollektiv[15] (u. a. Horst Jährling[16][17]); ein Kollektiv (u. a. Heinz Senkbiel) für das Großhandelslager für Waren des täglichen Bedarfs an der Leninallee (heute Landsberger Allee) in Ost-Berlin[18]; Karl-Heinz Lander[19]
- 1981: ein Kollektiv (u. a. Werner Berg, Stadtarchitekt von Potsdam) für die Neustädter Havelbucht in Potsdam[20]; ein Kollektiv (u. a. Sigrid Maciaszek, Wilfried Stallknecht[21]) für die Erneuerung des Stadtzentrums von Bernau[22]; Herbert Härtel[23]
- 1982: Kurt Tauscher, Hauptarchitekt im WBK Rostock[24]; Dieter Schulze, Edith Diehl, Rainer Flächsig, Olaf Güttler, Peter Hiersigk und Heinz Pelszus für das Wohngebiet 1 in Berlin-Marzahn[2]; Johannes Schulze, Ernst Teichert, Gerda Berger, Hans-Dieter Kachelrieß und Waltraud Schumann für die Modernisierung in Leipzig-Lindenau/Leutzsch[25]; ein Kollektiv für das Wohngebiet Brühl in Karl-Marx-Stadt[24]; ein Kollektiv (sechs Personen, u. a. Peter-Klaus Pfannschmidt[26], Wulf Brandstädter[27] und Gerhard Berndt[28]) für die Rekonstruktion des Gebietes Burgstraße/Markt/Entenplan in Merseburg[24]
- 1983: Arnfried Metelka, Chefarchitekt im Büro für Stadt- und Dorfplanung Neubrandenburg[29]; ein Kollektiv (u. a. Gerd Pieper) für die Gestaltung der gastronomischen Einrichtungen im Alexanderhaus Berlin; ein Kollektiv (u. a. Karl-Heinz Birkholz) für das Wohngebiet Waldstadt II in Potsdam[30]; ein Kollektiv (u. a. Anita Bach) für die Mensa der Hochschule für Architektur und Bauwesen in Weimar[31]; ein Kollektiv (u. a. Torsten Gustavs und Eberhard Pfau) für die Theaterwerkstätten an der Ostra-Allee in Dresden[32]; ein Kollektiv für das Bekleidungswerk für Jugendmode in Rostock[33]
- 1984: Joachim Stahr, Leiter des Wissenschaftsbereiches Wohn- und Gesellschaftsbau der Hochschule für Architektur und Bauwesen Weimar[34]; Karl-Heinz Barth für die Rekonstruktion des Stadtbades Karl-Marx-Stadt; Manfred Fröhlich, Jürgen Schechert, Wigbert Treuter und Hannelore Vetter für die Rekonstruktion des Arkonaplatzes in Ost-Berlin[35][34]; Heinz Aust, Winfried Krause, Peter Meyer, Brigitte Schulz, Wolfgang Troitsch und Heinz Schildt für das Objekt „Zentrale Elastaufbereitung“ im Kabelwerk Oberspree in Ost-Berlin[35]; Hans-Dietrich Wellner, Georg Eichhorn, Walter Havlicek, Hellmut Neumann, Wolfgang Scheibe und Günter Walther für die Komplexe 1 bis 4 im Wohngebiet Leipzig-Grünau[36][37]; ein weiteres Kollektiv[34]
- 1985: Achim Felz, Stellvertreter des Direktors des Instituts für Städtebau und Architektur der Bauakademie der DDR[38]; ein Kollektiv (u. a. Jens Ebert) für das Haus der Berg- und Energiearbeiter Hoyerswerda[38]; ein Kollektiv für die Gestaltung des Industriebauobjektes „Farbbildröhrenwerk Berlin“ im Werk für Fernsehelektronik in Berlin-Oberschöneweide[38]; ein Kollektiv (u. a. Günter Hartzsch[8]) für das Wohngebiet Halbe Stadt in Frankfurt (Oder)[38]; ein Kollektiv für die Weiterentwicklung der Erzeugnisserie WBS 70 im Bezirk Karl-Marx-Stadt[38]
- 1986: Wolf-Rüdiger Eisentraut, Komplexarchitekt im Berliner Bau- und Montagekombinat Ingenieurhochbau[39]; Hanspeter Kirsch[40], Stadtarchitekt von Magdeburg[39]; ein Kollektiv (u. a. Wulf Brandstädter[27], Sigrid Schaller) für das Wohngebiet Brunos Warte in Halle (Saale)[41][39]; ein Kollektiv für die Blankenburger Straße in Saalfeld[39]; ein Kollektiv für die Altstadt von Wismar[39]; ein Kollektiv für den Jugendklub am Steintor in Bernau[39]; Jochen Jentsch, Günter Laur, Egon Mahnkopf, Michael Porep, Hans-Joachim Riebe und Klaus Thimm für das Industriebauprojekt Fernsehkolbenwerk Tschernitz[39][42]
- 1987: Roland Korn, Chefarchitekt des Magistrats von Berlin[43]; ein Kollektiv (u. a. Achim Felz und Heinz Willumat) für die Gestaltung innerstädtischer Wohngebiete in Ost-Berlin[43]; Karl-Heinz Barth für das Ferienheim Schöneck/Vogtl.; ein Kollektiv (u. a. Martin Trebs) für Stern-Radio in Berlin-Marzahn[43]; Hans-Georg Timme und Dieter Herms für den Bersarinplatz in Ost-Berlin[44]; Herbert Härtel[23], Heinz Mehlan[45]
- 1988: Karlheinz Effenberger (Grafiker); Johannes Bonitz, Stellvertreter des Direktors und Leiter der Abteilung Industriegebiete im Institut für Städtebau und Architektur der Bauakademie der DDR[46]; ein Kollektiv für die Gießerei Rudolf Harlaß in Karl-Marx-Stadt[46]; ein Kollektiv (u. a. Peter Hajny[47]) für die Gestaltung Schwerins von 1971 bis 1987[46]; Manfred Vogler[48]
- 1989: ein Kollektiv für ein Industriebauobjekt im Werk für Fernsehelektronik Berlin[49][50]; ein Kollektiv für das Schillermuseum in Weimar[50]; ein Kollektiv (u. a. Harald Zaglmaier[51]) für die Schmale Straße in Quedlinburg[50]; ein Kollektiv für das Stadtzentrum von Prenzlau[50]; vorgeschlagen wurde Bernd Grönwald[52]

### Jahr unbekannt
- Lothar Bortenreuter[53]
- Martin Decker[54]
- Hans-Georg Tiedt[55]
- Jochen Beige[56]
- Christian Wiesenhütter